# Xaver Terofal

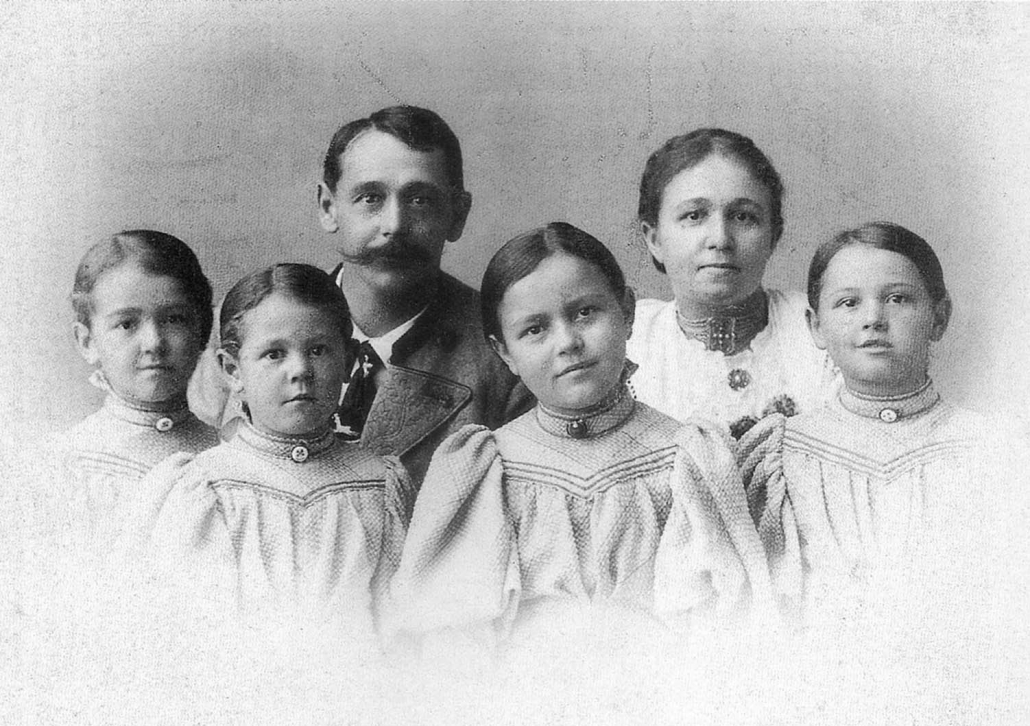
Xaver Terofal mit seiner Familie

Xaver Terofal (* 20. Januar 1862 in Dorfen, Oberbayern als Franz Xaver Terofal; † 4. April 1940 in Schliersee) war ein deutscher Schauspieler und Theaterleiter.

## Leben
Terofal entstammte einer Familie mit französischen Wurzeln und wurde als unehelicher Sohn des Weinwirtes Franz Xaver Zelzer (* 1837) sowie der ledigen Apothekerstochter Josepha Anna Terofal (* 1841, † 1871) geboren. Sein leiblicher Vater heiratete 1864 in Dorfen Walburga Daniel (* 1842). Seine Großeltern Karl Terofal (* 1806, † 1868) und Maria Anna, geb. Schwaiger (* 1807), ließen sich 1830 in Dorfen nieder, übernahmen dort die Apotheke und bekamen gemeinsam 10 Kinder. Sein Urgroßvater, der Sekretär der französischen Gesandtschaft in München Carl Laforet ließ sich um 1800 mit Elisabeth Christina, geb. Prölsin, in München nieder und änderte den Familiennamen zum Ananym Terofal. Die vielfach geäußerte Meinung, der Geburtsname von Xaver Terofal laute „François Xavier Laforet“, ist deshalb nicht richtig.
Seit frühester Jugend interessierte sich Terofal für Musik, Tanz und vor allem das Theater. Auf Wunsch seines Vaters musste er erst eine Metzgerlehre in Isen absolvieren. In diesem Beruf arbeitete er einige Zeit und konnte bald – mit Unterstützung seines Vaters – mehrere Wirtshäuser in Dorfen, Halfing und München pachten. Dort inszenierte Terofal Musik- und Theaterabende.

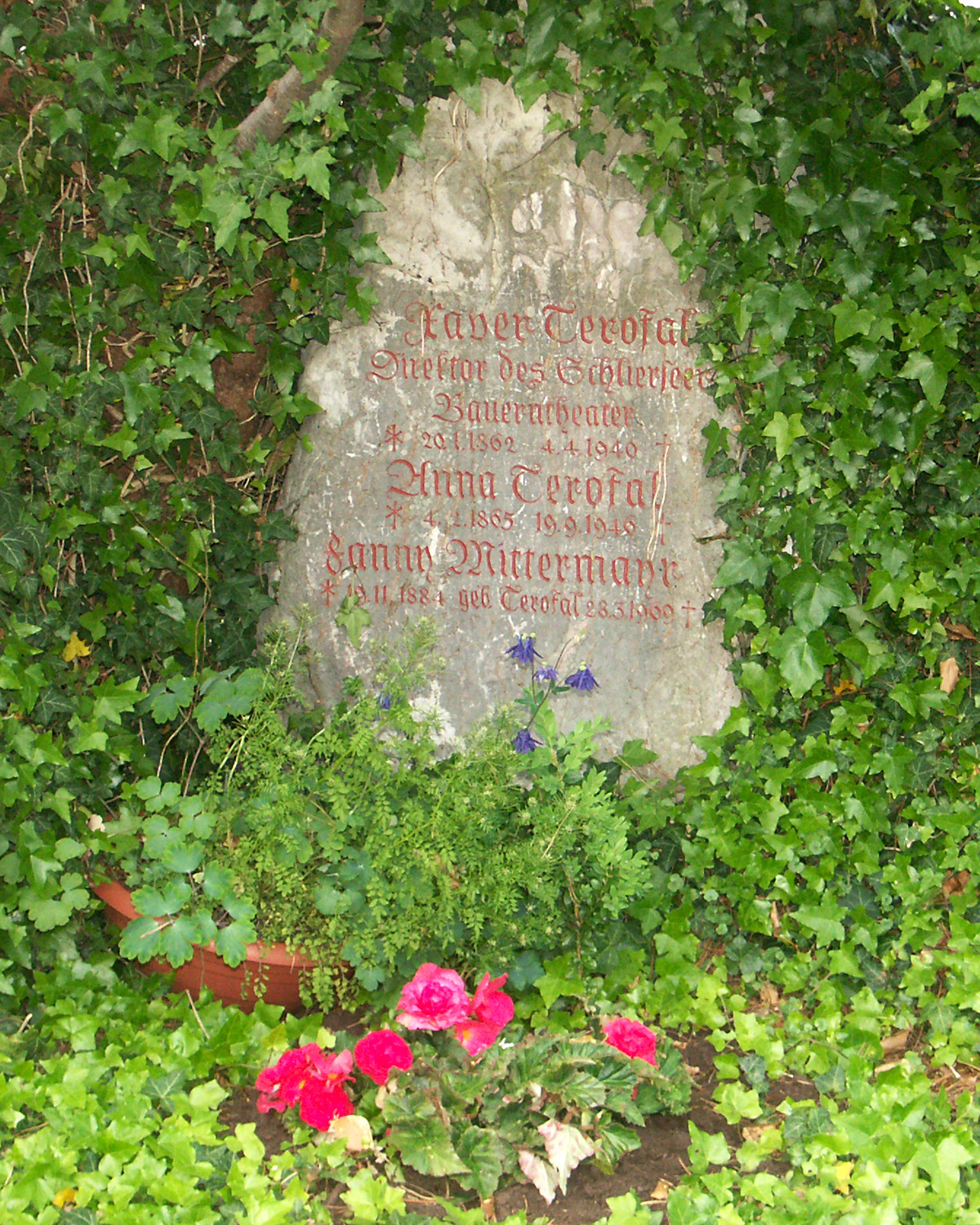
Xaver Terofals Grab in Schliersee

In München konnte Terofal daraufhin im Staatstheater am Gärtnerplatz als Schuhplattler debütieren. Dort befreundete er sich mit dem Hofschauspieler Konrad Dreher. Terofal hatte rundum Erfolg, so dass er 1891 in Schliersee das Hotel Seehaus erwerben konnte. Zusammen mit seinem Freund und Kollegen Dreher gründete er schon kurze Zeit später das Schlierseer Bauerntheater. Mit diesem Ensemble tourte er äußerst erfolgreich durch Deutschland, Österreich und die Schweiz. Er führte auch Regie und übernahm 1905 die alleinige Leitung der Bühne. 1894 tourte er durch Amerika und spielte mit seinem Bauerntheater auch in der Metropolitan Opera.
Terofal war verheiratet mit Anna Terofal, geb. Motzet, aus Isen. Seine Tochter Anni Terofal heiratete den Regisseur, Schauspieler, Filmproduzenten und Drehbuchautor Franz Seitz. Der Enkel Hans Terofal war ebenfalls Schauspieler und der Enkel Franz Seitz junior war Regisseur, Schauspieler, Filmproduzent und Drehbuchautor. Terofals Tochter Fanny Terofal wurde auch Schauspielerin und leitete ab 1941 das Schlierseer Bauerntheater.
Im Alter von 78 Jahren starb Xaver Terofal am 4. April 1940 in Schliersee und wurde auch dort beerdigt.

## Ehrungen
In der Blumenau in München wurde 1964 eine Straße nach Terofal benannt.
In der Gemeinde Schliersee trägt der Platz vor dem Schlierseer Bauerntheater den Namen "Xaver-Terofal-Platz".

## Filmografie
- 1919: Die Gemeinde von Sankt Helena und ihr Kaplan
- 1920: Der bayerische Hiasel
- 1921: Der Ausgestoßene
- 1922: Jägerblut
- 1927: Almenrausch und Edelweiß
- 1938: Die Pfingstorgel